# 山樹氷
株式会社山樹氷（さんじゅひょう）は、北海道北見市に本社を置く、製菓メーカーである。

## 概要
北見特産のハッカ、北海道特産のテンサイ・豆（甘納豆）を用いた銘菓「ハッカ樹氷（ハッカ昭月樹氷）」のメーカーでも知られる。類似品が多く出回っているが、ここの製品が元祖である。
- 商標登録 第647826号：製法特許 第1074973号：実用新案登録 第1411562号

## 主な製品
- ハッカ昭月樹氷（ハッカしょうげつじゅひょう、略称：ハッカ樹氷）

大正金時の甘納豆をハッカエキス入りの砂糖（甜菜糖）でコーティングした菓子。
コンペイトウのように製造（糖衣掛け）されるため、白くごつごつとした表面になる。名前の由来は、北海道の雪原の樹氷をイメージしたものである。
- ハッカ物語

白花豆の甘納豆をハッカエキス入りの砂糖（甜菜糖）でコーティングした菓子。
- どってんこいた

ピーナッツにハッカエキス入りの砂糖（甜菜糖）をコーティングしたものと十勝ワイン入りの砂糖をコーティングした菓子。

## 受賞
過去には、全日空の機内食にも採用された。
- ハッカ昭月樹氷
  - 1977年2月 第19回全国菓子大博覧会 大臣賞 受賞
  - 1984年5月 第20回全国菓子大博覧会 総裁賞 受賞
  - 1998年5月 第23回全国菓子大博覧会 名誉総裁賞 受賞

## 事業所
本社
- 北海道北見市泉町3丁目10-30